# Japán hajnalka
A japán hajnalka (Ipomoea nil) (japánul: 朝顔, aszagao, Hepburn-átírással: asagao) a burgonyavirágúak (Solanales) rendjébe és a szulákfélék (Convolvulaceae) családjába tartozó faj.

## Tudnivalók
Egynyári kúszónövény, amely neve ellenére eredetileg Közép- és Dél-Amerikából származik. Számos helyre betelepítették, és dísznövényként termesztik, sok helyen elvadult. A Heian-korban (794–1185) származott át Kínából, és sokáig csak a magjának vették hasznát, hashajtóként (de virágát már akkor is szépnek tarthatták: Aszagaónak hívják azt a hercegnőt, akit a 17 éves főhős hiába ostromol a Gendzsi szerelmeiben). Az Edo-kor (1600–1867) óta, hasonlatosan a japáncseresznyevirághoz, a tünékeny szépség szimbólumát ünnepli benne a japán esztétika, például Maszaoka Siki ismert haikujában: „Hajnalkavirág, / Amire lefesteném, / Elhervad máris”. Több mint száz fajtájának ibolyakék, piros vagy fehér virága ügyes termesztőnél a 25 centiméteres átmérőt is elérheti.